# Masato Osugi
Masato Osugi (大杉 誠人 Osugi Masato?), född 2 februari 1983 i Hiroshima prefektur, är en japansk fotbollsspelare.
Osugi började sin karriär 2005 i Sagawa Printing. Efter Sagawa Printing spelade han för Sagawa Shiga, Kamatamare Sanuki och MIO Biwako Shiga.